# Carex firma
Carex firma — вид рослин із родини осокових (Cyperaceae), що зростає у горах Європи.

## Біоморфологічна характеристика
Багаторічна безволоса трава 5–20 см заввишки, утворює щільні килимки. Стебла 3-куті, жорстко стоячі, часто злегка зігнуті, гладкі. Листки у щільній прикореневій розетці, 1–4 мм ушир, жорсткі, майже гладкі, довжиною не більше 5 см; піхви (чорно)бурі. Суцвіття завдовжки 2–5 см. Леми бурі, загострені, з блідою центральною жилою. Плодові мішки довгасто-ланцетні (4 мм), коричневі чи жовтаво-коричневі, тьмяні, поступово звужуються до війчастого дзьоба. 2n=34.

## Середовище проживання
Зростає у горах Європи (від Франції до України).
Найчастіше альпійські кам'янисті місця проживання; йому потрібні сухі, сильно вапняні, багаті гумусом, від лужних до нейтральних ґрунти.